# تانیتراکلوس
تانیتراکلوس(نام علمی: Tanytrachelos) نام یک سرده از راسته نیاخزندگان است.